# Little Vulvah & her Clitoral Awareness
|  | Denne artikel er oprettet af botten PalnaBot ud fra en ekstern database. Den kan derfor have sproglige fejl eller mangler. Denne skabelon kan fjernes efter kontrol af indholdet. |

Little Vulvah & her Clitoral Awareness er en animationsfilm fra 2014 instrueret af Sara Koppel efter manuskript af Sara Koppel.

## Handling
En pige vågner som fra en drøm på en ganske særlig dag og begiver sig glad ud på en rejse, hvor naturen viser hende sine forskellige ansigter: munter, dyster, legesyg og omskiftelig. Og pludselig opdager pigen en livgivende glæde, som forandrer hende for altid.